# Aristelliger hechti
Aristelliger hechti — вид геконоподібних ящірок родини Sphaerodactylidae. Ендемік Островів Теркс і Кайкос.

## Поширення і екологія
Aristelliger hechti мешкають на островах Кайкос, зокрема на островах Північний і Південний Кайкос та на острівцях-кеях Великий і Малий Амбергріс-Кей, Френч-Кей і Сікс-Хіллс-Кей. Можливо, раніше вони також мешкали на острові Середній Кайкос, однак вимерли. Aristelliger hechti живуть в сухих тропічних лісах і чагарникових заростях, трапляються в покинутих будівлях. Відкладають яйця.

## Збереження
МСОП класифікує цей вид як вразливий. Aristelliger hechti загрожує хижацтво з боку інвазивних кішок і щурів та конкуренція з інтродукованими Hemidactylus mabouia